# Gleiszellen-Gleishorbach
Gleiszellen-Gleishorbach település Németországban, Rajna-vidék-Pfalz tartományban. Lakosainak száma 791 fő (2023. december 31.).

## Népesség
A település népességének változása:
| Lakosok száma | 816  | 757  | 827  | 814  | 806  | 790  | 791  |
|               | 1975 | 2010 | 2017 | 2019 | 2021 | 2022 | 2023 |